# Are We Not Men? We Are Devo!
Albums de Devo
Duty Now for the Future (en)
Q: Are We Not Men? A: We Are Devo! est le premier album du groupe de new wave américain Devo. Produit par Brian Eno, il est enregistré à Cologne, en Allemagne, puis mis à la vente en 1978 par Warner Bros. Son titre est inspiré du roman L'Île du docteur Moreau.
L'album est diversement accueilli par la critique et atteint la 12e place dans les charts britanniques et la 78e au chart Billboard aux États-Unis. Les critiques récentes se sont avérées plus positives, l'album étant inclus dans plusieurs classements rétrospectifs d'albums de publications comme Rolling Stone, Pitchfork et Spin.
Le 6 mai 2009, Devo joue l'album dans son intégralité dans le cadre des séries Don't Look Back du festival All Tomorrow's Parties. Le 16 septembre 2009, Warner Bros et Devo annoncent une réédition des albums Q: Are We Not Men? et Freedom of Choice, avec une tournée associée.

## Liste des titres
| No  | Titre                          | Durée |
| --- | ------------------------------ | ----- |
| 1.  | Uncontrollable Urge            | 3:09  |
| 2.  | (I Can't Get No) Satisfaction  | 2:40  |
| 3.  | Praying Hands                  | 2:47  |
| 4.  | Space Junk                     | 2:14  |
| 5.  | Mongoloid                      | 3:44  |
| 6.  | Jocko Homo                     | 3:40  |
| 7.  | Too Much Paranoias             | 1:57  |
| 8.  | Gut Feeling                    | 4:54  |
| 9.  | Come Back Jonee                | 3:47  |
| 10. | Sloppy (I Saw My Baby Gettin') | 2:40  |
| 11. | Shrivel-Up                     | 3:05  |